# Auto Esporte Clube (Paraíba)
El Auto Esporte Clube es un equipo de fútbol de Brasil que juega en el Campeonato Paraibano, la primera categoría del estado de Paraíba.

## Historia
Fue fundado el 7 de septiembre de 1936 en Joao Pessoa, la capital del estado de Paraíba por un grupo de taxistas que se concentraban en la Plaza do Relogio, actualmente conocido como Punto de Cien Reyes.
Es conocido por ser un club de pueblo y uno de los equipos más ganadores del Campeonato Paraibano, ganando el primero de ellos en 1939, el mismo año en el que se convirtieron en un equipo de fútbol profesional y fueron el primer ganador del Campeonato Paraibano de manera invicta. En 1953 cambiaron el nombre del club por el de AE Comercio. En 1967 tras un torneo interestatal se fusionan con el Esporte Clube Uniao y nace el Auto Uniao, aunque esa fusión termina a finales de ese año por diferencias entre ambas juntas directivas.
En 1959 se convierte en el primer equipo del estado de Paraíba en participar en el Campeonato Brasileño de Serie A, en ese entonces llamado Copa de Brasil tras ganar el Campeonato Paraibano en 1958. En su primera participación a escala nacional fue eliminado por el Sport Recife por marcador de 0-3.
En 1991 participa en la Copa de Brasil por primera vez tras ganar el título estatal en 1990, donde es eliminado en la primera ronda por el Gremio de Porto Alegre del estado de Río Grande del Sur 0-3.
En 1992 luego de ganar el Campeonato Paraibano clasifica al Campeonato Brasileño de Serie C de 1992 y a la Copa de Brasil de 1993. En la tercera división nacional termina en quinto lugar de la liga entre 31 participantes, mientras que en la copa nacional es el primer equipo del estado de Paraíba en ganar un partido de la copa al vencer al Paysandu Sport Club del estado de Pará 2-1, pero termina siendo eliminado al perder 0-2 en el partido de vuelta.
En 2011 gana la copa estatal por primera vez en su historia, logrando clasificar a la Copa de Brasil de 2012 tras 20 años de ausencia, en donde volvió a ser eliminado en la primera ronda por el EC Bahia del estado de Bahía 0-3.

## Palmarés
- Campeonato Paraibano: 6

1939, 1956, 1958, 1987, 1990, 1992
- Campeonato Paraibano de Segunda División: 2

1968, 2006
- Torneo de Integración: 1

1990
- Copa Paraibá: 1

2011
- Copa Arrozina: 1

1954
- Cuadrangular Joao Pessoa: 1

1957
- Copa Elias Fernandes: 1

1959
- Torneo Carlos Pereira: 2

1973, 1974
- Copa Tabajara: 1

2011